# Super Junior
Super Junior (en hangul, 슈퍼주니어), también conocido como SJ o SuJu, es un grupo masculino surcoreano formado en 2005 por SM Entertainment. El grupo posee miembros especializados en el ámbito del entretenimiento musical. Actualmente consta de diez miembros: Leeteuk, Heechul, Yesung, Shindong, Sungmin, Eunhyuk, Donghae, Siwon, Ryeowook y Kyuhyun. El grupo también cuenta con un integrante exclusivo de la sub-unidad china Super Junior-M, Zhou Mi. En 2006, el grupo contaba con trece miembros, pero Hangeng salió del grupo en diciembre de 2009, Kibum en agosto de 2015 y Kangin en julio de 2019. Super Junior-M también contó con otro integrante exclusivo, Henry, el cual salió del grupo en abril de 2018.
El grupo ha grabado diez álbumes de estudio y un mini álbum desde 2005 hasta la actualidad . Alcanzaron reconocimiento internacional tras el lanzamiento de su tercer álbum Sorry, Sorry en 2009. Además de su éxito comercial, Super Junior ha ganado trece premios en los Mnet Asian Music Awards, dieciocho en los Golden Disk Awards (ganado siete veces el premio a la popularidad), doce premios en los Seoul Music Awards, siendo uno de los artistas más galardonados de Corea del Sur. En 2012, fueron nominados como Mejor Acto Asiático en los MTV Europe Music Awards y en 2015
A su fandom o club de fanes se le conoce como E.L.F., un acrónimo de Ever Lasting Friends (en español: amigos por siempre).
Han sido apodados como los "Reyes de la ola Hallyu"

## Carrera musical

### 2000-2005: Formación y debut
En 2000, SM Entertainment tuvo su primer casting en el extranjero en Pekín, China, y descubrió a Han Geng, quien se presentó a la audición junto con otros 3.000 participantes. Ese mismo año, Leeteuk, Yesung y Eunhyuk fueron seleccionados después de audicionar para la compañía en un sistema de casting anual en Seúl. Sungmin y Donghae se volvieron aprendices después de ganar el primer lugar en un concurso patrocinado por SM Entertainment en el 2001.

En el 2002, Heechul y Kangin fueron reclutados junto con Kibum, quien fue descubierto en Los Ángeles, California por un agente. Siwon se convirtió en aprendiz después de ser descubierto en el 2003 y Ryeowook en el 2004, quien fue reclutado por la compañía después de ganar una competición de canto en el Chin Chin Youth Festival el 2004. Shindong y Kyuhyun, fueron reclutados en el 2005 tras ganar el tercer lugar en Chin Chin Youth Festival de ese año.
A inicios del 2005, Lee Soo-man anunció que estaba preparando un proyecto de un grupo masculino de doce miembros que debutarían a final de año. Él llamó a este grupo «La puerta para el estrellato en Asia», ya que la mayoría de los miembros fueron escogidos por sus habilidades como actores, modelos y conductores de radio y televisión. Antes de debutar Heechul y Kibum ya habían sido establecidos como actores y la mayoría de los miembros ya habían tenido varias apariciones en televisión y en los medios. Inspirado en el concepto de rotación del grupo femenino japonés Morning Musume, Lee Soo-man dijo que el nuevo grupo también tendría cambios en su formación, con miembros nuevos reemplazando a miembros selectos cada año para mantener al grupo en un constante cambio por gente más joven. Este concepto era completamente nuevo en ese tiempo, en la industria del Kpop.
Por un tiempo se rumoreó que el grupo iba a ser llamado O.V.E.R. De cualquier forma, antes de que el grupo tuviera su nombre actual, la compañía se refirió a ellos como juniors, en referencia a las edades jóvenes de los miembros cuando recién se convirtieron en aprendices de la compañía. Después de que los miembros mostraran sus diferentes habilidades en una reunión, la compañía finalmente decidió utilizar el nombre de Super Junior y se convirtieron oficialmente en Super Junior'05, la primera generación de Super Junior. Super Junior 05 hizo su presentación pre-debut en un programa de Mnet el 11 de septiembre del 2005. En este programa, presentaron varios estilos de baile de hip hop. Bailaron «Take It to the Floor» de B2K, además Hankyung, Eunhyuk y Donghae se presentaron juntos bailando «Caught Up» de Usher. Sin embargo, el programa no salió al aire hasta el 16 de mayo del 2006 en un segmento del primer programa documental del grupo, Super Junior Show.
El grupo debutó oficialmente en el programa Popular Song de SBS el 6 de noviembre del 2005, presentando su primer sencillo «Twins (Knock Out)». Los sencillos «Twins (Knock Out)», «You Are the One» junto a otras tres canciones adicionales fueron lanzadas en línea el 8 de noviembre y el álbum debut SuperJunior05 (Twins) se lanzó el 5 de diciembre del 2005. Él álbum vendió 28.536 copias en el primer mes y debutó en el puesto 3 del ranking mensual de diciembre de 2005.

### 2006-2007: Incorporación de Kyuhyun como nuevo miembro,U,Don't Dony éxito comercial
En febrero de 2006. Super Junior 05 comenzó las promociones de «Miracle», el segundo sencillo promocional del álbum debut. «Miracle» llegó a los primeros lugares de las listas musicales de Tailandia, llamando la atención de los mercados internacionales. Cuando las promociones de «Miracle» terminaron, SM Entertainment comenzó a seleccionar los nuevos miembros para la segunda generación de Super Junior: Super Junior 06. La compañía incluso hizo una lista con los miembros que se iban a graduar del primer grupo. De cualquier forma, la compañía abandonó el concepto de rotación después de añadir el decimotercer miembro, Kyuhyun, en el año 2006. El grupo pasó a ser simplemente Super Junior, sin el sufijo "05".
Después de la adición de Kyuhyun, Super Junior lanzó su sencillo «U» por descarga gratuita el 25 de mayo del 2006 en su sitio oficial. «U» excedió las 400,000 descargas en menos de 5 horas de lanzado y pasó posteriormente a 1.700.000 descargas, dañando el servidor. El sencillo físico «U» tenía un total de tres canciones y fue lanzado el 6 de junio. El sencillo se convirtió en una de las canciones más populares de Corea del Sur ese año, tomando el primer lugar en 5 ocasiones en los programas musicales. Para el fin de año, Super Junior recibió más de 7 premios en 5 ceremonias musicales de Corea del Sur. Uno de ellos fue Mejor Novato en la 21va. entrega de los Golden Disk Awards.
A fines del 2006, Kyuhyun , Ryeowook y Yesung formaron la subunidad Super Junior-K.R.Y siendo la primera sub-unidad de Super Junior. Ellos presentaron su primer sencillo llamado «The One I Love» en el programa Music Bank de KBS el 5 de noviembre del 2006 y se convirtió en parte de la banda sonora del drama Hyena. En febrero del 2007, Leeteuk, Heechul, Kangin, Sungmin, Shindong y Eunhyuk formaron Super Junior-T, sub-unidad dedicada a la música Trot. Ellos lanzaron el primer sencillo «Rokuko» el 23 de febrero del 2007 e hicieron su debut en Popular Song 2 días después.
El segundo álbum oficial de Super Junior planeó ser lanzado para finales del 2006, sin embargo debido a un severo accidente de auto, Don't Don no fue revelado hasta el 20 de septiembre de 2007. Don't Don vendió más de 60,000 copias el primer día de lanzamiento y debutó en el primer lugar del ranking mensual por el mes de septiembre de 2007. A pesar de que el álbum recibió críticas variadas, vendió más de 160,000 copias para final de año, siendo el segundo más vendido del 2007. Super Junior recibió 7 nominaciones en los MKMF (Mnet Korean Music Festival) del 2007, ganando tres de ellos incluyendo Artista del Año, el reconocimiento más alto de la ceremonia. Super Junior ganó dos premios más en Golden Disk Awards, incluyendo el premio Disk Bonsang.

### 2008-2009:Sorry, Sorryy avance en su carrera

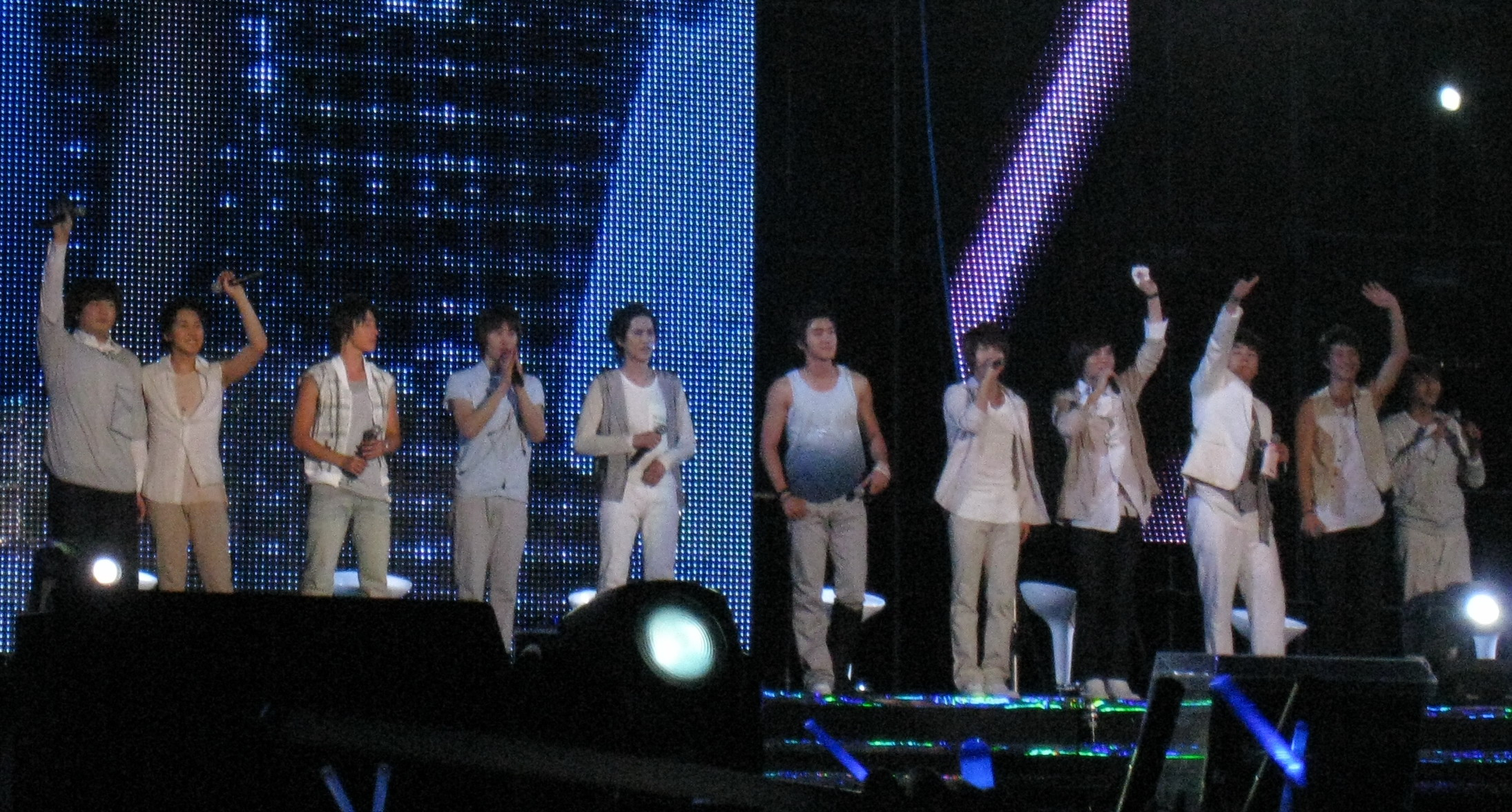
Super Junior en el SMTown Live '08 en Bangkok, Tailandia

Super Junior-M, nueva sub-unidad de Super Junior dedicada al mercado Chino fue formada en abril de 2008 y fue integrada por Hankyung, Siwon, Donghae, Kyuhyun y Ryeowook y se incorporó dos nuevos integrantes Henry y Zhou Mi. A pesar de que la nueva sub-unidad creó tensión entre los fanes del grupo y la compañía, Super Junior M ha sido la sub-unidad más exitosa, agotando las entradas para dos presentaciones en Hong Kong y llegando a altos lugares en las listas musicales, apareciendo a menudo en programas de variedades Chinos. Ha sido el grupo coreano con más contratos en China. Han ganado numerosos premios en festivales de música de China y también han recibido halagos de la crítica luego de lanzar su sencillo «Super Girl» del segundo miniálbum Super Girl, que les valió la nominación a Mejor Grupo Vocal en los #21 Golden Melody Awards. 

Una cuarta sub-unidad de Super Junior fue creada después del debut de Super Junior M. Con 5 miembros de Super Junior-T y Yesung formaron Super Junior-Happy, lanzando su primer miniálbum Cooking? Cooking! el 5 de junio del 2008. 

En noviembre de 2008, Super Junior-T hizo su debut en Japón junto al dúo de comediantes japoneses, Moeyan. El sencillo «ROCK&GO», la versión en japonés de «Rokuko», debutó en el puesto 19 del ranking diario de Oricon y ascendió al puesto 2, tres días después.
El primer concierto por Asia de Super Junior, Super Show, comenzó el 22 de febrero del 2008 en Seúl. El grupo tuvo dos exitosos Fan Meeting en el Nippon Bukodan de Tokio, vendiendo más de 12.000 entradas en varios días. El grupo lanzó un sencillo compilatorio U/Twins, donde se incluye la versión japonesa y limitada de «U», como complemento del evento. El sencillo llegó al puesto 4 del ranking diario de Oricon y cayó cuatro lugares al segundo día. El sencillo rompió un récord por ser el primer sencillo coreano en estar dentro del Top 10 del ranking semanal de Oricon.
El grupo lanzó su tercer álbum estudio Sorry, Sorry el 12 de marzo del 2009. Fue el primer álbum del grupo en debutar en el puesto 1 del ranking Hanteo vendiendo más de 29.000 copias en el primer día. Después de solo un mes el álbum se convirtió en el más vendido del año 2009, vendieron alrededor de 250.000 copias en Corea del Sur. Así mismo, se convirtió en el álbum coreano más vendido en Taiwán, Tailandia, China y Filipinas, en donde también recibió el crédito de ser el primer álbum coreano en llegar al puesto 1 en los rankings de música de ese país. El álbum titulado Sorry, Sorry se convirtió e un hit instantáneo, ganando un total de 10 números #1 por 10 semanas consecutivas en Corea del Sur, y rompió un récord al quedar en el primer lugar por 37 semanas en el ranking de sencillos de Kpop en Taiwán. Sorry, Sorry logró éxito nacional e internacional, ganando varios premios en el #24 Golden Disk Awards, incluyendo el gran premio Disk Daesang (Disco del año).
Después del éxito de Sorry, Sorry, Super Junior comenzó su segundo tour por Asia llamado Super Show 2, el 17 de julio del 2009, en Seúl.

### 2010:Bonamana, cambios en el grupo y reconocimiento internacional
A pesar del éxito comercial, el grupo estuvo plagado de disturbios legales y cambios en la formación del grupo durante el tour. A pesar de que Kibum fue mostrado en los videos promocionales del Super Show 2, él no participó oficialmente en el tour y se anunció su partida temporal para enfocarse en su carrera actoral. En octubre del 2009, Kangin tuvo cargos policiales por conducir bajo los efectos del alcohol además de huir de la escena después de chocar contra un taxi que estaba estacionado con tres pasajeros adentro. En diciembre del 2009, Han Geng interpuso su demanda de terminación de contrato contra SM Entertainment, alegando que las disposiciones de su contrato eran ilegales, duras, y en contra de sus derechos. Él dejó el grupo y lanzó su álbum en solitario Geng Xin en julio de 2010, que vendió más de 510.000 copias. Ese mismo mes, Kangin anunció que se tomaría un tiempo para cumplir con el servicio militar obligatorio de dos años.
Con solo los 10 miembros restantes, Super Junior lanzó su cuarto álbum estudio Bonamana, en mayo del 2010. Aunque el álbum no recibió buenas críticas como Sorry, Sorry, vendió más que este con más de 300.000 copias en Corea del Sur. El álbum se mantuvo en el puesto 1 del ranking taiwanés, por 61 semanas rompiendo su propio récord que habían tenido antes.
Para promocionar el álbum, Super Junior tuvo su tercer concierto por Asia, Super Show 3, durante el 2010 y el 2011, agotando las entradas en cada una de las paradas. En febrero de 2011, Super Junior lanzó una película en 3D del tour, Super Show 3 3D, en todos los cines CGV y Primus. La película debutó en el puesto 6 de los rankings y se convirtió en la película 3D mejor vendida de Corea del Sur. Después de sus presentaciones en Japón, Super Junior lanzó Super Junior Japan 'Super Show 3', un álbum conmemorativo, en febrero de 2011, debutando en el puesto en el ranking de Tower Records por ventas vía online. La versión en DVD de Super Junior Japan Limited Special Edition – Super Show 3 también debutó en el puesto 2 mientras que la versión em CD debutó en el puesto 10. El álbum también se mantuvo en el puesto 3 en el ranking diario de Oricon por dos días consecutivos y en el puesto 6 en el ranking semanal de Oricon. Tras el éxito comercial en Japón, el grupo lanzó la versión en japonés de Bonamana como sencillo, que debutó en el puesto 2 del ranking diario de Oricon tras vender más de 59.000 copias en la primera semana de lanzamiento. Sin embargo, SM Entertainment no lanzó el sencillo como una forma de debut oficial y señalaron que debutarían en Japón posteriormente.
Entre las paradas del Super Show 3, el grupo participó del tour mundial de SMTOWN Live World Tour '10 y se presentaron en Los Ángeles, París, Tokio y Nueva York junto a otros artistas que están bajo SM Entertainment, presentándose fuera de Asia por primera vez. Las presentaciones de Super Junior fueron bien recibidos por los medios y recibieron honores como "Íconos nacionales de la cultura pop coreana" por su rol de expandir la onda Hallyu. También recibieron un premio del Ministro de Cultura, Deportes y Turismo en los Pop Culture Art Awards. Aparecieron en el programa de CNN "Talk Asia" en donde hablaron de su popularidad y estrategias para avanzar en la industria musical mundial. El grupo alcanzó reconocimiento fuera de Asia, notablemente en Europa, América del Norte y América del Sur. El ranking de los 30 hombres más sexys del mundo de Perú incluyó a todos los miembros en la lista. Tuvieron entrevistas exclusivas con revista de Eslovenia e Irán y fueron seleccionados por los fanes en Brasil como el artista que más querían que visitará el país. Tanto TV Azteca de México como la BBC del Reino Unido nombraron a Super Junior como el icono líder del efecto Hallyu.

### 2011:Mr. Simpley Tour Mundial

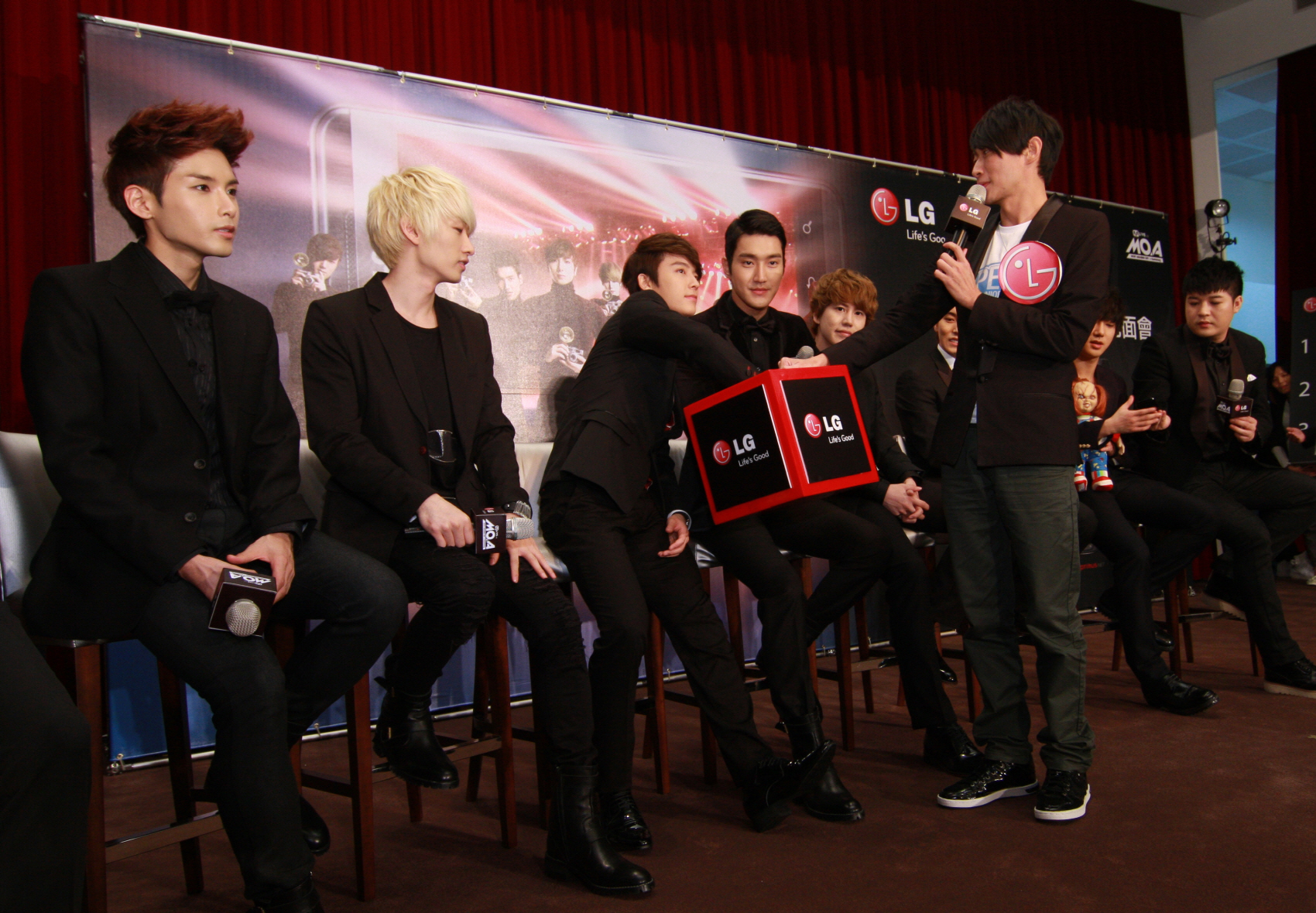
Miembros de Super Junior en el Fan Meeting de LG Optimus en Taiwán en noviembre del 2011.

Mr. Simple debutó en el puesto 1 del ranking coreano Gaon tras vender 287,427 copias. El álbum se mantuvo en el número uno del ranking por cuatro semanas y vendió más de 441.000 copias en Corea del Sur para octubre del 2011. El álbum también llegó al puesto 3 en el ranking "World Albums" de Billboard y llegó al puesto 17 en el ranking de álbumes de Oricon en Japón. El sencillo que da título al álbum "Mr. Simple" ganó once premios en los programas de música durante la promoción del álbum. En septiembre del 2011, Heechul dejó el grupo temporalmente para cumplir con el servicio militar obligatorio. Super Junior comenzó su Tour mundial, "Super Show 4" en noviembre del 2011. El segundo sencillo japonés del grupo, "Mr. Simple" fue lanzado el 7 de diciembre en Japón a pesar de que la empresa no lo reconoció como su debut oficial en el país. Fue el primer sencillo japonés de Super Junior en alcanzar el primer puesto del ranking diario de Oricon.
El grupo, junto con los miembros de Super Junior-M Zhou Mi y Henry, grabaron la canción "Santa U Are The One" para el álbum de Navidad 2011 The Warmest Gift lanzado el 13 de diciembre del 2011. Además, Donghae y Eunhyuk como dúo lanzaron un sencillo digital llamado "Oppa, Oppa" el 16 de diciembre y se presentaron en Music Bank ese mismo día.
En el 2011, Super Junior fue seleccionado como las estrellas del Hallyu con los que a las fanes internacionales les gustaría salir en una cita. En una encuesta de Arirang en donde participaron 188 países, Super Junior también salió escogido como el artista más querido.
El 11 de enero de 2012, Super Junior participó en la 26ava entrega de los Golden Disk Award que se llevó a cabo en el Domo de Kyocera en Osaka, Japón. El grupo ganó cuatro premios: Popularity Award, MSN Japan Award, Disk Bonsang y el gran premio Disk Daesang por el álbum más vendido. Esto fue seguido por una ola de éxitos en los Seoul Music Award el 19 de enero en donde recibieron con el Disk Bonsang y el gran premio, Disk Daesang.
El 13 de enero, Super Junior fue coronado como "Reyes de álbum" en Taiwán, después de que el 5.º álbum Mr.Simple y el cuarto álbum Bonamana se colocaran como el primero y el segundo lugar en el ranking de música coreana. Además de esto, Super Junior se mantuvo en el puesto 1 del ranking KKBOX de K-pop por 64 semanas consecutivas con la canción "Bonamana" del cuarto álbum, haciendo el récord más largo en la historia de este ranking. Posterior a esto alcanzaron el puesto 1 nuevamente con la canción del 5.º álbum "Mr.Simple" por 46 semanas consecutivas hasta el 4 de julio de 2012, sacándose a ellos mismos del ranking anterior. El 22 de febrero, Super Junior ganó el premio "Álbum mejor vendido por el tercer trimestre del año" y el 13 de marzo ganó "Video favorito de Kpop" por Mr.Simple en los MYX Music Awards.
Super Junior completó exitosamente su tour mundial "Super Show 4" en 10 ciudades alrededor del mundo incluyendo Seúl, Osaka, Taipéi, Singapur, Macao, Bangkok, París, Shanghái, Yakarta y Tokio durante 6 meses comenzando en noviembre de 2011. Fue el primer artista coreano en tener un concierto en solitario en París, Francia, llevando a más de 6.400 personas. Así mismo llamó la atención de los críticos y los medios tras llevar 80.000 personas al Domo de Kyocera, Japón, sin haber debutado ni hecho una promoción oficial en el país. Combinando todos los tour por Asia junto al Super Show 4, Super Junior cantado para un total de 900.000 personas.

### 2012:Sexy, Free & Singley éxito en Japón
Tras el éxito en el Domo de Kyocera en noviembre del 2011, el grupo se volvió más activo en Japón durante el primer semestre del 2012. El dúo Donghae y Eunhyuk lanzaron la versión japonesa de "Oppa, Oppa" debutando en el puesto 2 del ranking diario y semanal de Oricon. Además llevaron a cabo un Fanmeeting en Tokio al cual asistieron 4500 personas y en donde se mostró un adelanto de la versión en japonés de "Opera". El grupo anuncia que realizará una parada por el Super Show 4 en el Domo de Tokio, el recinto para conciertos más grande en Japón. Las paradas fueron llevadas a cabo los días 12 y 13 de mayo de 2012 llevando a una audiencia de 110.000 personas (55.000 cada día). El 9 de mayo de 2012, se revela el sencillo japonés "Opera", vendiendo 159.798 copias en la primera semana y alcanzando el puesto 1 en el ranking diario de Oricon.
En junio del 2012, SM Entertainment anunció que Kangin volvería a unirse al grupo para el sexto álbum Sexy, Free & Single que fue lanzado el 1 de julio de manera digital y el 4 de julio en tiendas. Se reveló el video musical de la canción "Sexy, Free & Single" el 3 de julio. La versión B del álbum fue lanzada el 16 de julio teniendo solo una portada distinta, y las mismas canciones. El 7 de agosto, Super Junior lanzó el álbum repackaged llamado Spy que incluye cuatro nuevas canciones: "SPY", "Outsider", "Only U" (compuesta por Leeteuk) y "Haru" (compuesta por Donghae). El video musical de SPY fue lanzado el 13 de agosto del 2012.
El sexto álbum de Super Junior, Sexy, Free & Single logró aparecer alto en los rankings de iTunes en múltiples países incluyendo Australia, Francia, Perú y Japón. También llegó al puesto 3 en el ranking "World Albums" de Billboard. El álbum debutó en el primer lugar del ranking Gaon de Corea del Sur vendiendo 335,744 copias en solo un mes. El grupo permaneció en el primer lugar del ranking por tres semanas seguidas vendiendo 459,182 copias en dos meses (julio y agosto). Además, el álbum debutó en el puesto 1 del ranking Hanteo y se convirtió en el primer grupo en vender más de 200,000 copias en el año (según este ranking). Super Junior quedó en el primer lugar del "Top 5 K-Pop Artists" de Hanteo para el año 2012, ganando tanto en la categoría "Singer Award" (por ventas totales) como en "Album Award" (por ventas del sexto álbum).
Sexy, Free & Single se colocó en el primer lugar por varias semanas del KKBOX Kpop ranking de Taiwán y tuvo a todas las canciones del álbum en la lista. Según rankings oficiales del país, fue el álbum coreano más vendido en el país con 40.000 copias. El 22 de agosto del 2012 se lanzó la versión japonesa de "Sexy, Free & Single" como sencillo, vendiendo más de 122.000 copias y siendo certificado como "Oro" tras vender las primeras 100.000 unidades.
Super Junior fue nominado como "Mejor Acto Asiático" en los MTV Europe Music Awards mostrando una vez más su popularidad global. En octubre del 2012, Super Junior ganó el premio "Ícono de estilo juvenil" en los Style Icon Awards y en noviembre ganaron "Mejor Grupo" en la 19ava entrega de los Entertainment Arts Awards de Corea del Sur. El 30 de noviembre del 2012, el grupo asistió a los Mnet Asian Music Awards, donde ganaron 3 premios: "Álbum del Año", "Mejor Grupo Global" y "Best Line Award", siendo el segundo año consecutivo en que el grupo gana "Álbum del Año" (por ventas). La película Super Show 4 en 3D fue galardonada en el Festival internacional de 3D en la categoría Work of Art, compartiendo el premio con Glam.
 El 15 de enero del 2013, Super Junior ganó el gran premio "Disk Daesang" en la 27º entrega de los Golden Disk Awards por ventas físicas del álbum Sexy, Free & Single, siendo el tercer premio de este tipo (después de 2009 con Sorry Sorry y 2011 con Mr. Simple).
 Además del Disk Daesang, Super Junior recibió el premio "MSN Sudeste Asiático" de popularidad y Disk Bonsang.
El 31 de octubre de 2012, Avex Trax lanza las versiones en DVD, premier package y Blu-ray de SUPER SHOW 4 JAPÓN con el concierto de Osaka, el concierto de Tokio y material especial. En la primera semana de lanzamiento, se reportó que el DVD alcanzó triple corona de victorias en el ranking japonés Oricon tras posicionarse en el puesto 1 en los tres ranking semanales: compilatorio, DVD música y Blu-ray Disc. Super Junior se convirtió en el primer artista masculino extranjero en lograr este récord en Japón. Posterior a esto, Super Junior K.R.Y comenzó una ronda de conciertos especiales de invierno en Japón. LLevaron a cabo tres paradas en Yokohama el 22, 23 y 24 de noviembre; tres paradas en Kobe el 22, 23 y 24 de diciembre y tres paradas en el Nippon Budokan el 22, 23 y 24 de enero del 2013
Super Junior pisó suelo sudamericano por primera vez el 2 de noviembre del 2012 junto a MBLAQ, Rania, CNBlue, Davichi y After School para participar del "Music Bank" realizado en el escenario de la Quinta Vergara en Viña del Mar, Chile, y que reunió a más de 8 mil personas en el recinto.

### 2013: Sub-unidades, Álbum JaponésHero& Tour Mundial
El 6 de enero se reveló el video musical de Break Down en una conferencia de prensa realizada en China, dando inicio a una nueva promoción de Super Junior M. El álbum llegó al primer lugar del ranking World Album de Billboard y tuvo varias apariciones en distintos países del mundo en iTunes. Posterior a esto el grupo ha realizado numerosos fanmeeting y apariciones en programas de variedades, entrevistas y radios. Por primera vez la sub unidad enfocada al mercado chino promocionó en los programas de música de Corea del Sur para completar la promoción tanto en China, Taiwán, Hong Kong y Corea del Sur.
El 23 de enero la sub unidad, Super Junior K.R.Y lanzó su primer sencillo original desde el inicio de su carrera, "Promise You", en Japón. El sencillo se lanzó en el segundo día de conciertos especiales de invierno en Budokan. Aunque había sido revelada anteriormente en otros conciertos, debutó en el puesto 2 del ranking Oricon y posteriormente llegó al puesto 1, vendiendo más de 69.000 copias la primera semana.
El 13 de febrero Super Junior asistió a la ceremonia Gaon Chart Awards en donde ganaron el premio al álbum más vendido durante el tercer cuarto del año 2012. Durante el discurso de agradecimiento, Eunhyuk confirmó que la banda comenzaría su quinto Tour, segundo mundial, Super Show 5, comenzando en Seúl, Corea del Sur.
El día 10 de marzo, los miembro se embarcaron en el evento 'APop Star Week' Hangout Event producido por APop, donde revelaron que presentarán su Super Show 5 en cuatro países de América del Sur: Brasil, Argentina, Chile y Perú. Super Junior se convirtió en el único grupo coreano que ha sostenido un concierto exitoso en 4 países de América del Sur y rompió un récord tras llevar la mayor cantidad de audiencia en América del Sur para un artista coreano.
El 7 de noviembre del 2013 el Super Show 5 llega a México, llevándose a cabo en la Arena Ciudad de México, haciéndose Sold Out el 12 de octubre del 2013 en menos de 5 horas después de ser liberadas las entradas. Con una audiencia de 17,994 personas, se convierte en el primer artista coreano con mayor audiencia en América del Norte y el Super Show con mayor audiencia fuera de Asia.
Se anunció el lanzamiento del primer álbum de estudio japonés del grupo, llamado Hero, programado para el día 24 de julio del 2013. Se lanzó en dos versiones, CD y la versión limitada de 2CD+DVD que incluye un CD extra con canciones de las sub-unidades, así como el tema en solista de Donghae “First Love” y “For Tomorrow’s Sake” de Sungmin, también contendrá un DVD extra con presentaciones en vivo y algunos videos importantes del grupo.

El 24 de julio del 2013, Hero se disparó directamente a la cima de la lista de álbumes del Oricon Daily en el primer día de su liberación y se mantuvo en la cima de la lista a lo largo de la semana.
El grupo lanzó el tráiler de su película en 3D a través del canal oficial de YouTube de SM Entertainment. La película se titula “Super Show 4 3D” y se dará a conocer en cines en Corea del Sur. Se estrenó el 8 de agosto de 2013

### 2014–2015:MAMACITA/This is Love, décimo aniversario del grupo con Devil/Magic.
El inicio del 2014 marcó el cierre de la gira "Super Show 5" que contó con alrededor de 450.000 fanes durante 28 fechas en diferentes países de Asia, América y Europa. Su último concierto fue el 22 de febrero en Beijing, siendo este el show #97 de toda la gira de conciertos "Super Show", gira que acumuló un total de 1.35 millones de audiencia hasta ese momento. El 29 de julio se dio por terminado el servicio militar del líder Leeteuk.
El 2014 también marca el comeback de Super Junior después de más de 2 años de pausa en el ámbito musical surcoreano. Esta vez su comeback fue con el álbum titulado “MAMACITA”. El vídeo de la canción principal fue lanzado el 28 de agosto y logró obtener más de 2 millones de visitas en su primer día de lanzamiento. El 29 de agosto se lanzó digitalmente en los sitios de música en línea coreanos y el 1 de septiembre se lanzó físicamente. En sus primeras semanas, el álbum lideró charts semanales en Corea (Hanteo y Sinnara Records), Hong Kong (KKBOX) y Taiwán (Five Music). En iTunes el álbum estuvo #1 en países como: Hong Kong, Tailandia, Filipinas y Singapur, #2 en Japón y Malasia y #5 en México. Al finalizar el mes de septiembre el álbum logró registrar 237,646 copias vendidas según el ranking Gaon.
La versión repackage del 7o álbum, renombrada como ‘Edición Especial’, fue titulada “This is Love”. El 23 de octubre se lanzó el álbum en formato digital mientras que el 27 de octubre se lanzó el álbum físico y en tan solo unos pocos días para acabar el mes logró registrar 114,216 copias vendidas para el mes de octubre según el ranking Gaon. Además esta versión especial contó con 2 vídeos musicales: “This is Love” y “Evanesce”, siendo de alguna manera el uno la contraparte del otro. 
Super Junior comenzó su gira mundial, Super Show 6 en septiembre de 2014. Su primera parada como es costumbre fue en Seúl (Corea del Sur) del 19 al 21 de septiembre. Aunque inicialmente solo lanzaron 2 fechas, agregaron una más dada la alta demanda de boletería, puesto que se vendieron en su totalidad en menos de 10 minutos. Esa nueva fecha agregada marcó un hecho importante ya que lograron realizar su show #100 convirtiéndose en el primer grupo surcoreano en realizar 100 conciertos en una gira mundial.
El 15 de julio de 2015 Super Junior realiza una conferencia de prensa en el SMTOWN COEX Artium para anunciar el lanzamiento oficial de su octavo álbum; "Devil". Ese mismo día SM lanza el vídeo musical en su canal de Youtube. El 16 de julio la versión física de Devil es lanzada, aclarando que el álbum es para conmemorar los 10 años del grupo, en una forma de agradecimiento hacia los fanes que han acompañado al grupo durante un largo tiempo. El 16 de septiembre se confirma la segunda parte del álbum "Devil" titulado; "Magic", que contendrá cuatro canciones nuevas.

### 2015–2016: Label SJ, Super Camp y otras actividades
El día 6 de noviembre de 2015, SM Entertainment anunció que Super Junior tendría su propia agencia, Label SJ, declarando "Establecimos Label SJ para darle a Super Junior todo nuestro apoyo y un sistema ideal para manejar el grupo". Aunque la agencia está afiliada a SM, esta manejaría de manera independiente las actividades grupales de Super Junior e individuales de sus miembros. Como primera producción de Label SJ, el 28 de enero de 2016, Ryeowook lanza su primer EP "The Little Prince" como solista desde su debut once años atrás. 
A partir del 19 de septiembre de 2015, en apoyo a su álbum por el décimo aniversario grupo, Super Junior inició su primer tour de fanmeetings llamado "Super Camp", empezando en Seúl, Corea del Sur, con 9 miembros. En octubre de 2015, Donghae y Eunhyuk se enlistaron en su servicio militar obligatorio y Siwon lo hizo en noviembre de 2015. Durante la primera mitad del 2016, Super Junior retomó su gira de fanmeetings "Super Camp" en países de Asia como Japón, Taiwán, China y Tailandia. También se anunciaron "Super Camp" para Estados Unidos, México y Chile, sin embargo, el 9 de junio se cancelaron para Estados Unidos y Chile. Este tour de fanmeetings finalizó el 5 de julio de 2016 en la Ciudad de México, México. 
Debido al enlistamiento militar de casi la mitad del grupo en 2015, a lo largo del 2016 los miembros restantes se concentraron en actividades individuales. Dos miembros debutaron como solistas, Ryeowook lo hace el 28 de enero de 2016 con el EP "The Little Prince" y Yesung el 19 de abril de 2016 con el EP "Here I Am", además de tener sus primeros conciertos en solitario. El 24 de mayo de 2016 Kangin se vio involucrado en un incidente causado por conducir bajo la influencia del alcohol y partir de entonces SM Entertainment suspendió todas sus actividades grupales y en solitario.  
El 10 de noviembre de 2016, Kyuhyun lanza su tercer EP titulado "Waiting, Still, mientras que Heechul mediante SMStation lanzó una sencillo digital "Sweet Dream" en colaboración con Min Kyung Hoon, su compañero de reparto de Knowing Brothers. En diciembre de 2016, Shindong y Sungmin terminaron su servicio militar obligatorio.

### 2017: Retorno,PLAYy Super Show 7
En enero de 2017 se rumoreó el posible comeback del grupo durante la segunda mitad del año, el 21 del mismo mes, Super Junior tuvo su primera actividad grupal del año un fanmeeting por parte Lotte Duty Free. Esto marcó la primera actividad grupal de Shindong y Sungmin tras su enlistamiento militar desde 2015. Durante febrero de 2017, Sungmin fue anunciado como participante en el musical "Boys Over Flowers", en abril de 2017, Yesung lanzó su segundo EP titulado "Spring Falling" y Kyuhyun lanzó su primer álbum japonés "One Voice" el 8 de febrero de 2017. El 24 de mayo de 2017, Kyuhyun lanzó un EP titulado "Goodbye for now" como despedida antes de su enlistamiento militar, el 25 de mayo, como servidor público. 
El 6 de julio de 2017, SJ Label anunció que Sungmin y Kangin estarían ausentes en el comeback de Super Junior, esperado durante la segunda mitad del 2017. Eunhyuk y Donghae concluyeron su servicio militar en julio y tuvieron su primera actividad como sub-unidad Super Junior-D&E el 23 de julio de 2017, se unieron a las actividades grupales de Super Junior para SMTown LIVE en Tokio durante el 27 y 28 de julio. En agosto de 2017, Super Junior D&E asistió a la KCON 2017 LA como sub-unidad y Siwon fue liberado de su servicio militar el 18 de agosto de 2017. 
El 25 de septiembre, SJ Label confirmó el comeback de Super Junior en noviembre de 2017 y el 26 de septiembre se inició un conteo en la página oficial de Super Junior para su "comeback" del 6 de noviembre de 2017, la misma fecha del duodécimo aniversario del grupo. Asimismo, en preparación para su comeback se anunció un reality show llamado SJ Returns, el cual salió al aire del 9 de octubre al 17 de noviembre de 2017. Este reality show de 60 episodios documentó los 120 días en los que Super Junior estuvo preparándose para el comeback.
El 6 de noviembre, Super Junior tuvo una conferencia de prensa para su comeback, en donde presentaron su octavo y nuevo álbum titulado PLAY. De acuerdo con ellos, el título de este álbum tenía dos significados: "reproducir la música" y "divertirse/jugar con la música". Este álbum consistió en 10 canciones, de las cuales One More Chance fue liberada como canción pre-comeback el 30 de octubre y Black Suit como la canción principal del álbum el 6 de noviembre. Con el lanzamiento de PLAY, lograron estar en primer lugar en las charts de álbumes de iTunes en 23 países.
El 20 de noviembre, cuando la venta de PLAY sobrepasó las 200,000 copias, Super Junior hizo historia al ser el primer grupo idol en presentarse en un canal de compras a domicilio, dando así origen al segmento televisivo llamado Super Market. Se presentaron en el canal CJ Homeshopping e intentaron vender a los televidentes largos abrigos para la temporada invernal, logrando que los 15,000 abrigos se agotaran en tan solo 45 minutos y obtuvieran ganancias de 1.8 millones de dólares.
Tras su comeback, Super Junior anunció su nueva gira mundial "Super Junior World Tour - Super Show 7" empezando en Seúl el 15 de diciembre de 2017. También se anunciaron SS7 para más países asiáticos, como Tailandia, Singapur, y la ciudad de Hong Kong a inicios del 2018. 
El 28 de noviembre de 2017, se lanzó a la venta PAUSE, no como un álbum repackage, si no como una versión "alternativa" de PLAY. La novedad de este álbum fue la inclusión de una canción inédita llamada Shadowless e interpretada por Yesung, Kyuhyun y Ryeowook. Esta canción solo fue liberada de esta manera, sin estar disponible en plataformas digitales o en el álbum repackage REPLAY.

### 2018: SuperTV, Super Junior World Tour: SS7 y álbum repackage "REPLAY"
El 2 de enero, una fuente de Label SJ (la sub-empresa creada por S.M. Entertainment para Super Junior) anunció que el grupo haría su propio programa de variedades, el reality fue titulado “Super TV”. El programa fue lanzado junto con el nuevo canal xtvN de la empresa CJ E&M y se emitió todos los viernes a las 11PM del 26 de enero de 2018 hasta el 13 de abril de 2018, con un total de 12 episodios. El programa contó con la participación de seis miembros activos, exceptuando a Siwon, y tuvo la intención de llevar un concepto innovador, al tratar distintos formatos en cada uno de sus episodios: un programa de comida, competencias deportivas, de concursos de preguntas, juegos, entre otros, dándole a estos formatos un toque al estilo Super Junior. Poco tiempo después de su inicio, el programa se empezó a transmitir en varios de países de Asia a través de la cadena tvN, como Singapur, Japón, Tailandia, con subtítulos en inglés y chino.
Además del programa, Super Junior inició su gira internacional de Super Show 7, el 27 de enero en Singapur y el 28 de enero en Tailandia. Además, el 17 de enero se anunciaron conciertos en cuatro países de Latinoamérica: Argentina, Chile, Perú y México.  El 18 de marzo se anunció el álbum repackaged titulado "REPLAY", finalizando así la trilogía “Play-Pause-Replay, siendo PLAY el álbum principal, PAUSE una segunda versión alternativa de Play y REPLAY el álbum repackage, se anunció el 12 de abril como la fecha de lanzamiento del nuevo disco.
REPLAY tuvo las mismas 10 canciones de PLAY más 4 canciones nuevas, entre ellas Super Duper y Lo Siento. Super Duper, coescrita por Leeteuk, fue pre-liberada el 23 de marzo junto con un MV que, rompiendo con la tradición, se trató de un video animado de los chicos bailando al ritmo de la canción. El 12 de abril de lanzó el álbum completo en su versión digital y física, así como el MV de la canción principal Lo Siento. REPLAY logró posicionarse en la primera posición de chart de iTunes de 28 países.
Tanto la canción como el video musical de Lo Siento contaron con la participación de artistas de origen latino, Leslie Grace y Play-N-Skillz, marcando la primera colaboración de Super Junior con un artista extranjero y la segunda de un artista coreano con latino La letra de Lo Siento está en coreano, inglés y español, mientras que en el video musical y la canción predomina el concepto latino, siendo descrita como una canción de ritmos tropicales. Mientras que Play-N-Skillz fueron los productores de la canción, Leslie Grace participó como vocalista de la letra en español de la canción y como bailarina al lado de los siete miembros en el video musical. Con la colaboración, Super Junior hizo historia al ser el primer grupo de K-Pop en entrar en la Chart Semanal de Canciones Digitales Latinas de Billboard con la posición n.º 13. Además, también alcanzaron la posición n.º 2 en la Chart Mundial de Canciones Digitales de Billboard. Además de la versión con Leslie Grace, Super Junior también grabó una segunda versión en coreano con Jiwoo y Somin, miembros del grupo mixto Kard.
Para promocionar Lo Siento, los miembros se presentaron el mismo 12 de abril en M! Countdown y aparecieron en el canal de compras por televisión CJ Shopping con el segmento especial Super Market 2 para promocionar el álbum y una versión especial de cosméticos reafirmantes para el rostro de la marca Avajar (Super Junior Mask Pack Set), los miembros lograron vender en su totalidad los 7,000 paquetes existentes y anunciaron su intención de donar las ganancias a la caridad.
Una semana después del lanzamiento de REPLAY, Super Junior inició su gira de conciertos del Super Show 7 en Latinoamérica, empezando en Argentina el 20 de abril de 2018 y finalizando en México el 27 de abril de 2018. En todos los países latinos, sus conciertos contaron con la participación especial de Leslie Grace y Play-N-Skillz. Posteriormente, los chicos retomaron el tour en el continente asiático, el 12 de mayo en Macao y el 30 de junio en Filipinas y además se anunciaron fechas del S77 en Japón para los días 30 y 1 de diciembre en Tokyo Dome. El 18 de agosto,  Super Junior y Leslie Grace ganaron la categoría "Mejor Colaboración" de los Kids Choice Awards México 2018 siendo el primer grupo de kpop en ganar en la categoría.
El 29 de marzo de 2018 la compañía del grupo SM Entertainment confirmó que el contrato de Henry, integrante de la sub-unidad Super Junior-M había expirado y que no tenía planes de renovarlo, de esta manera estableció su propia agencia para seguir teniendo actividades en Corea del Sur y China.
En mayo de 2018 se anunció que, tras el éxito de la primera temporada de Super TV, los miembros regresarían a la televisión con una segunda temporada y un nuevo formato. Mientras que en la primera los miembros se dieron a la tarea de reinventar formatos de programas existentes al estilo de Super Junior, la segunda temporada contó con la participación de grupos idols que enfrentaron a Super Junior en diversos juegos para averiguar cuál era el grupo idol más fuerte. Super TV 2 se estrenó el 7 de junio en el canal xtvN y, además de la novedad del formato, se anunció que en esta ocasión Siwon sí participaría, pues en la primera temporada esto no fue imposible. Super TV 2 consistió en 12 episodios y en cada uno contó con grupos idols invitados como AOA, Red Velvet, SHINee, Oh My Girl, Weki Meki, entre otros.
El 10 de julio, aproximadamente a las 9AM KST, Ryeowook fue liberado del servicio militar activo que había iniciado el 11 de octubre de 2016. Fue recibido por cientos de fanes y los miembros Siwon, Leeteuk, Eunhyuk y Donghae. El mismo día de su salida, Ryeowook comenzó sus actividades como miembro activo de Super Junior con una participación especial en el episodio final de Super TV 2: él y los miembros viajaron a la isla Jeju para grabar unas vacaciones en honor su comeback como miembro activo del grupo. El 12 de julio, Ryeowook celebró su primera actividad oficial tras su servicio, con el fanmeeting "Return to the Little Prince" en donde saludó a sus fanes y cantó canciones de su álbum The Little Prince y anunció comeback tanto con SJ como en solitario.
Unos días después, se anunció oficialmente que Super Junior estaba preparando un nuevo comeback para finales de año y que habían terminado de grabar el nuevo video musical en Macao. También se confirmó la participación de Ryeowook en el álbum tras su servicio militar y se anunció que Heechul no participaría en promociones por cuestiones de salud. Además del comeback grupal de SJ se anunciaron posibles comebacks en solitario y de sub-unidades para los meses restantes del año, de entre ellos el comeback de la sub-unidad Super Junior-D&E.
Tras no haber tenido comeback coreano como sub-unidad desde 2015, Super Junior-D&E regresó con un segundo miniálbum titulado Bout You el 16 de agosto. La canción principal, del género hip hop y con tintes veraniegos, se llamó Bout You y fue compuesta por Donghae y el video musical se grabó en Nueva York. Con este álbum, D&E alcanzó la posición n.º 1 de las charts de álbumes digitales de iTunes en aproximadamente 14 países alrededor del mundo y también en la chart asiática de KKBOX en Taiwán.
En septiembre, Super Junior junto con otro grupo de k-pop , fueron invitados como artistas representantes de Corea del Sur para presentarse en la ceremonia de clausura de los Juegos Asiáticos 2018 en Indonesia. Los miembros se presentaron en la ceremonia el día 2 de septiembre con algunos de sus éxitos más populares como Sorry, Sorry, Bonamana y Lo Siento. Días después, el presidente de Indonesia se reunió personalmente con Super Junior durante una visita oficial en Corea del Sur y recibió un álbum autografiado por los miembros.
En 16 de septiembre se anunció que Super Junior tendría un comeback el 8 de octubre con un miniálbum especial del género latino titulado ONE MORE TIME y se confirmó que participarían 7 miembros, con excepción de Heechul por motivos de salud. A los pocos días se liberaron las fotos promocionales del álbum y el 27 de septiembre se pre-liberó una de las canciones del álbum, titulada Animals. Animals logró posicionarse en el primer lugar en las charts de sencillos de iTunes en aproximadamente 17 países alrededor del mundo.
A los pocos días se confirmó que el grupo mexicano Reik había colaborado con Super Junior en la canción principal del miniálbum One More Time (Otra Vez) y que el 8 de octubre Super Junior llevaría a cabo la presentación de comeback en el hotel MGM Cotai en Macao, el mismo hotel de lujo en donde se había grabado el video musical de la canción. El miniálbum contó con un total de 5 canciones: One More Time (versión SJ y Reik), One More Time (versión SJ), Lo Siento (remix de SJ y Leslie Grace) y por último un cover de una de la canciones más reconocidas de Luis Miguel: Ahora te Puedes Marchar, siendo esta la primera canción que Super Junior canta totalmente en español. 
El 8 de octubre los miembros llevaron a cabo la primera presentación de One More Time (Otra Vez) en el MGM Cotai en Macao, aunque sin la presencia de Reik, además de otros éxitos como Black Suit, One More Chance y Sorry, Sorry. Este mismo día se liberó el video musical de One More Time, en donde también los integrantes de Reik participaron, y salió a la venta miniálbum de manera física y digital. Para el 9 de octubre el álbum se encontraba en la posición n.º 1 en la chart de álbumes de iTunes en 26 países alrededor del mundo. El día 10 de octubre, a un poco más de 48 horas de haberse liberado, el video musical de One More Time alcanzó las 7 millones de reproducciones en YouTube.
Durante la semana del 20 de octubre de 2018, One More Time alcanzó la posición n.º 18 en la chart Latin Digital Song Sales de Billboard. Esta es la segunda ocasión en la que el grupo entra a una chart de música latina de Billboard (la primera vez entraron con Lo Siento en abril) y hasta la fecha sigue siendo el único grupo de K-Pop con este logro. Adicionalmente, One More Time alcanzó la posición n.º 5 en la chart Latin Pop Digital Song Sales de Billboard y la posición n.º 4 en la chart World Digital Song Sales de Billboard.
De noviembre de 2017 hasta octubre de 2018, Super Junior ha logrado mantenerse durante 50 semanas consecutivas en la posición n.º 1 de álbumes coreanos en el sitio musical taiwanés KKBOX (hasta la fecha su récord es de 121 semanas (2010-2012)). En octubre se anunció que SJ tendrá una segunda temporada del reality show SJ Returns. Ryeowook participará por primera vez, tras su salida del servicio militar, y se estrenará vía web el 5 de noviembre.
El 7 de noviembre de 2018, el grupo se presentó en México como invitado especial en el concierto organizado por Telehit (un importante canal de música) para celebrar su 25vo Aniversario. Así, se convirtieron en el primer grupo de K-POP en presentarse en un evento de este canal y además en el Estado Azteca, uno de los recintos más grandes de México. El grupo recibió un reconocimiento especial por parte de Telehit y presentó sus canciones más exitosas, entre ellas sus más recientes canciones de influencia latina "One More Time (Otra Vez) y Ahora te puedes marchar.

### 2019
El día 7 de mayo de 2019 Kyuhyun finalizó su servicio militar obligatorio de 2 años como servidor público. Esto fue motivo de una gran celebración por parte de los miembros de Super Junior y ELF pues, tras 9 años, cada uno de los 11 miembros del grupo finalizaron exitosamente su servicio militar correspondiente. El 14 de mayo Kyuhyun realizó su primer comeback tras finalizar su servicio militar, lanzando el sencillo digital Time with You, posteriormente, el 20 de mayo lanzó un álbum especial titulado The Day we meet Again. 
El 2 de junio de 2019 Label SJ anunció el comeback de Super Junior, con el que será su noveno álbum, para la segunda mitad del año. Se confirmó la participación de los 9 miembros actualmente activos: Leeteuk, Heechul, Yesung, Shindong, Eunhyuk, Donghae, Ryeowook y además Kyuhyun. Este álbum contará con la primera participación completa de Kyuhyun en un álbum grupal desde Devil en 2015, ya que en 2017 solamente aportó su voz para algunas canciones de PLAY antes de iniciar su servicio militar. Por otra parte, Label SJ confirmó que Sungmin y Kangin no participarán en el álbum y se mantendrán realizando actividades individuales. 
Sin embargo, el 11 de julio de 2019, Kangin anunció en su cuenta personal de Instagram que había tomado la decisión de salir de Super Junior, tras haber estado inactivo en el grupo desde 2016. Más tarde, Label SJ confirmó la decisión de Kangin de salir del grupo voluntariamente, mencionando que continuaría bajo la misma agencia como artista individual, pero que aún no se había decidido algo respecto a sus futuras actividades.
El 12 de julio, Super Junior hizo historia al convertirse en el primer grupo de K-POP en tener un concierto en Arabia Saudita (por parte del tour Super Show 7S) con una asistencia de aproximadamente 14,000 fans. El 26 de agosto se anunció la tercera temporada de SJ Returns, la cual mostrará la preparación del noveno álbum del grupo esperado para la segunda mitad del año. El primer episodio del reality se estrenará el 9 de septiembre y contará con la participación los 9 miembros actualmente activos. El 27 de agosto se anunció las redes sociales del grupo el tour mundial del Super Show 8, el cual comenzará el 12 y 13 de octubre en Seúl, Corea del Sur. El 20 de septiembre el agrupo anunció el sus redes sociales que la gira mundial se titulará Super Show 8: Infinite Time.
El 30 de agosto se hizo el anuncio oficial de que Heechul no participaría en las promociones musicales del disco ni en los SS8 programados en Corea y Japón por cuestiones de salud, aunque se aclaró que sí participó en la realización del álbum. El día 3 de septiembre, a las 3:00 AM (hora coreana), se publicó en la página web oficial de SJ una cuenta regresiva para el comeback grupal con el noveno álbum junto con 9 imágenes crípticas de cada uno de los miembros. Esta cuenta regresiva inició en 999 horas, lo que equivale a 41 días, por lo que el lanzamiento del disco fue el día 14 de octubre a las 18:00 p. m. (hora coreana).
Antes de lanzamiento completo del disco se pre-lanzaron cuatro sencillos Show, Somebody New, I think I, The Crown y la canción principal del álbum Super Clap. El grupo inició su tour mundial titulado Super Show 8: Infinite Time con un primer concierto en Seúl el 12 de octubre de 2019 y a partir del 18 de octubre el grupo se presentó en programas musicales (Inkigayo, Music Bank, entre otros) para promocionar el álbum. Super Clap ganó dos premios en los programas M Countdown y Music Bank, convirtiéndose as en los primeros dos premios que el grupo consiguió desde 2014. El álbum impuso un nuevo récord de ventas digitales al posicionarse en la chart mundial de álbumes de iTunes de 32 países así como récord de ventas físicas al sobrepasar las 350 mil pre-órdenes, convirtiéndose en el álbum con más pre-ventas de toda la carrera de Super Junior. Para diciembre de 2019 ya se habían vendido aproximadamente 425 mil álbumes y el 12 del mismo mes Time Slip recibió una certificación Gaon platino por sobrepasar 250 mil álbumes vendidos.

### 2020: Super Show 8 y nuevo álbum
Tras lanzar a la venta el noveno álbum de estudio Time_Slip en octubre de 2019, el grupo lanzó una segunda edición especial del álbum por el 14vo aniversario del grupo, titulada Timeline en noviembre de 2019. En enero de 2020 se anunció que el grupo lanzaría un nuevo álbum re-editado titulado Timeless, el cual formará una trilogía con los dos álbumes anteriormente lanzados. Timeless será lanzado a la venta el 28 de enero de 2020 y además la nueva canción principal del álbum consistirá en una colaboración con Zico, miembro del grupo Block B. La canción principal se titula 2YA2YAO, ha sido compuesta, escrita y producida por Zico y ser la primera canción del género hip-hop en la carrera de Super Junior.

## Integrantes
Desde el año 2019, Super Junior cuenta con diez integrantes de los trece que eran originalmente: Leeteuk, Heechul, Yesung, Shindong, Sungmin (inactivo desde 2015), Eunhyuk, Donghae, Siwon, Ryeowook y Kyuhyun. Por otro lado, cuatro miembros, Hangeng, Kibum, Kangin y Henry, dejaron el grupo.  
| Nombre artístico | Nombre artístico | Nombre de nacimiento | Nombre de nacimiento | Fecha de nacimiento                | Lugar de nacimiento             | Posición                                         | Estatus    |
| Romanización     | Hangul           | Romanización         | Hangul/Hanja         | Fecha de nacimiento                | Lugar de nacimiento             | Posición                                         | Estatus    |
| ---------------- | ---------------- | -------------------- | -------------------- | ---------------------------------- | ------------------------------- | ------------------------------------------------ | ---------- |
| Leeteuk          | 이특             | Park Jung-soo        | 박정수               | 1 de julio de 1983 (42 años)       | Seúl, Corea del Sur             | Líder, vocalista y bailarín                      | Activo     |
| Heechul          | 희철             | Kim Hee-chul         | 김희철               | 10 de julio de 1983 (41 años)      | Hoengseong, Corea del Sur       | Vocalista y bailarín                             | Activo     |
| Han Geng         | 한겐             | Han Geng             | 한겐                 | 9 de febrero de 1984 (41 años)     | Mudanjiang, Heilongjiang, China | Vocalista, bailarín y exlíder de Super Junior-M. | Ex-Miembro |
| Yesung           | 예성             | Kim Jong-woon        | 김종운               | 24 de agosto de 1984 (40 años)     | Cheonan, Corea del Sur          | Vocalista principal y bailarín                   | Activo     |
| Kangin           | 강인             | Kim Young-woon       | 김영운               | 17 de enero de 1985 (40 años)      | Seúl, Corea del Sur             | Vocalista y bailarín                             | Ex-Miembro |
| Shindong         | 신동             | Shin Dong-hee        | 신동희               | 28 de septiembre de 1985 (39 años) | Mungyeong, Corea del Sur        | Vocalista, rapero y bailarín                     | Activo     |
| Sungmin          | 성민             | Lee Sung Min         | 이성민               | 1 de enero de 1986 (39 años)       | Ilsan, Corea del Sur            | Vocalista y bailarín                             | Inactivo   |
| Eunhyuk          | 은혁             | Lee Hyukjae          | 이혁재               | 4 de abril de 1986 (39 años)       | Seúl, Corea del Sur             | Vocalista, rapero principal y bailarín principal | Activo     |
| Siwon            | 시원             | Choi Si Won          | 최시원               | 7 de abril de 1986 (39 años)       | Seúl, Corea del Sur             | Vocalista, bailarín, visual e imagen del grupo   | Activo     |
| Donghae          | 동해             | Lee Dong-hae         | 이동해               | 15 de octubre de 1986 (38 años)    | Mokpo, Corea del Sur            | Voz principal y bailarín principal               | Activo     |
| Ryeowook         | 려욱             | Kim Ryeo Wook        | 김려욱               | 21 de junio de 1987 (38 años)      | Incheon, Corea del Sur          | Vocalista principal y bailarín                   | Activo     |
| Kibum            | 기범             | Kim Kibum            | 김기범               | 21 de agosto de 1987 (37 años)     | Seúl, Corea del Sur             | Vocalista y bailarín                             | Ex-Miembro |
| Kyuhyun          | 규현             | Cho Kyu Hyun         | 조규현               | 3 de febrero de 1988 (37 años)     | Seúl, Corea del Sur             | Vocalista principal, bailarín y maknae           | Activo     |

| Nombre artístico | Nombre artístico | Nombre de nacimiento | Nombre de nacimiento | Fecha de nacimiento             | Lugar de nacimiento      | Posición                     | Estatus    |
| Romanización     | Hangul           | Romanización         | Hangul               | Fecha de nacimiento             | Lugar de nacimiento      | Posición                     | Estatus    |
| ---------------- | ---------------- | -------------------- | -------------------- | ------------------------------- | ------------------------ | ---------------------------- | ---------- |
| Zhou Mi          | 조미             | Zhōu Mi              | 조미                 | 19 de abril de 1986 (39 años)   | Wuhan, Hubei, China      | Vocalista y bailarín         | Activo     |
| Henry            | 헨리             | Henry Lau            | 헨리 라우            | 11 de octubre de 1989 (35 años) | Toronto, Ontario, Canadá | Vocalista, bailarín y maknae | Ex-Miembro |

### Línea de tiempo de actividad de integrantes
| Leeteuk  |  |  |  |            |            |            | [ nota 1 ] |            |            |            |            |            |            |            |            |            |  |  |  |
| Heechul  |  |  |  |            |            | [ nota 1 ] | [ nota 1 ] |            |            |            |            |            |            |            |            |            |  |  |  |
| Hangeng  |  |  |  | [ nota 2 ] | [ nota 2 ] | [ nota 2 ] | [ nota 2 ] | [ nota 2 ] | [ nota 2 ] | [ nota 2 ] | [ nota 2 ] | [ nota 2 ] | [ nota 2 ] | [ nota 2 ] | [ nota 2 ] |            |  |  |  |
| Yesung   |  |  |  |            |            |            |            | [ nota 1 ] |            |            |            |            |            |            |            |            |  |  |  |
| Kangin   |  |  |  | [ nota 1 ] | [ nota 1 ] |            |            |            |            |            | [ nota 3 ] | [ nota 3 ] | [ nota 3 ] | [ nota 3 ] | [ nota 3 ] |            |  |  |  |
| Shindong |  |  |  |            |            |            |            |            | [ nota 1 ] | [ nota 1 ] |            |            |            |            |            |            |  |  |  |
| Sungmin  |  |  |  |            |            |            |            |            | [ nota 1 ] | [ nota 1 ] | [ nota 4 ] | [ nota 4 ] | [ nota 4 ] | [ nota 4 ] | [ nota 4 ] |            |  |  |  |
| Eunhyuk  |  |  |  |            |            |            |            |            |            | [ nota 1 ] |            |            |            |            |            |            |  |  |  |
| Donghae  |  |  |  |            |            |            |            |            |            | [ nota 1 ] |            |            |            |            |            |            |  |  |  |
| Siwon    |  |  |  |            |            |            |            |            |            | [ nota 1 ] |            |            |            |            |            |            |  |  |  |
| Ryeowook |  |  |  |            |            |            |            |            |            |            | [ nota 1 ] |            |            |            |            |            |  |  |  |
| Kibum    |  |  |  | [ nota 5 ] | [ nota 5 ] | [ nota 5 ] | [ nota 5 ] | [ nota 5 ] | [ nota 5 ] | [ nota 5 ] | [ nota 5 ] | [ nota 5 ] | [ nota 5 ] | [ nota 5 ] | [ nota 5 ] | [ nota 5 ] |  |  |  |
| Kyuhyun  |  |  |  |            |            |            |            |            |            |            | [ nota 6 ] | [ nota 6 ] | [ nota 6 ] |            |            |            |  |  |  |

Fechas de servicio militar de los integrantes
- Kangin: 5 de julio de 2010–16 de abril de 2012
- Heechul: 1 de septiembre de 2011–30 de agosto de 2013
- Leeteuk: 30 de octubre de 2012–29 de julio de 2014
- Yesung: 6 de mayo de 2013–5 de mayo de 2015
- Shindong: 24 de marzo de 2015–23 de diciembre de 2016
- Sungmin: 31 de marzo de 2015–30 de diciembre de 2016
- Eunhyuk: 13 de octubre de 2015–12 de julio de 2017
- Donghae: 15 de octubre de 2015–14 de julio de 2017
- Siwon: 19 de noviembre de 2015–18 de agosto de 2017
- Ryeowook: 11 de octubre de 2016–10 de julio de 2018
- Kyuhyun: 25 de mayo de 2017–7 de mayo de 2019

### Sub-unidades y solistas

#### Sub-unidades
Desde el debut, cinco sub-unidades de Super Junior han sido formadas. Con la excepción de Kibum, todos los miembros han estado por lo menos en una sub-unidad. La intención de crear sub-unidades fue parte de la estrategia de SM Entertainment para no limitar las actividades de Super Junior mientras los otros miembros se concentraban en actividades individuales. Por otra parte, la meta de las sub-unidades es mostrar que Super Junior puede desenvolverse en distintos estilos musicales. A continuación se enlistan las sub-unidades existentes y su estatus actual en cuanto actividades.
- Super Junior-K.R.Y Kyuhyun, Ryeowook y Yesung (Activa)
- Super Junior-T: Leeteuk, Heechul, Shindong, Sungmin, Eunhyuk (Inactiva)
- Super Junior-M: Sungmin, Eunhyuk, Siwon, Zhou Mi, Donghae, Ryeowook, Kyuhyun (Inactiva)
- Super Junior-H: Leeteuk, Yesung, Shindong, Sungmin, Eunhyuk (Inactiva)
- Super Junior-D&E: Donghae, Eunhyuk (Activa)

#### Solistas
Hasta la fecha, diez integrantes del grupo han lanzado álbumes en solitario y debutado como solistas. 
- Kyuhyun (Activo)
- Ryeowook (Activo)
- Yesung (Activo)
- Heechul (Activo)
- Sungmin (Activo)
- Donghae (Activo)
- Eunhyuk (Activo)
- Zhou Mi (Activo)
- Henry Lau (Activo)
- Han Geng (Activo)

## Discografía
| Álbumes de estudio - 2005: SuperJunior05 (TWINS) - 2007: Don't Don - 2009: Sorry Sorry - 2010: Bonamana - 2011: Mr. Simple - 2012: Sexy, Free & Single - 2014: Mamacita - 2015: Devil - 2017: Play - 2019: Time Slip - 2021: The Renaissance - 2022: The Road: Keep On Going Mini-Álbumes/EP - 2018: One More Time Álbumes Re-editados - 2007: Marry U - 2009: It's You - 2010: No Other - 2011: A-CHA - 2012: SPY - 2014: This is Love - 2015: Magic - 2018: Replay - 2019: Timeline - 2020: Timeless | Álbum de estudio - 2013: Hero - 2020: I Think U Sencillos - 2008: "U / TWINS" - 2008: "Marry U" - 2011: Bijin 美人 (Bonamana) - 2011: "Mr. Simple" - 2012: Opera - 2012: Sexy, Free and Sencillo - 2013: Blue World - 2014: Mamacita (Ayaya) - 2017: On and On - 2018: One More Time - 2019: I think I |

## Giras

### Conciertos en Solitario
- 2008–2009: The 1st ASIA TOUR, Super Show
- 2009–2010: The 2nd ASIA TOUR, Super Show 2
- 2010–2011: The 3rd ASIA TOUR, Super Show 3
- 2011–2012: The WORLD TOUR, Super Show 4
- 2013–2014: The WORLD TOUR, Super Show 5[66]
- 2014–2015: The WORLD TOUR, Super Show 6
- 2017–2019: The WORLD TOUR, Super Show 7
- 2019–2020:  Super Show 8: Infinite Time

Tours de Fanmeetings
- 2015–2016: Super Camp

Otras Presentaciones
- 2015: KCON 2015 LA
- 2017: Asia Artist Awards 2017
- 2018: K-FLOW Concert 2018
- 2018: KCON 2018 NY
- 2018: Telehit 25 Años
- 2019: KKBOX Music Awards 2019
- 2019: HallyuPopFest 2019
- 2019: K-FLOW 2 Concert 2019
- 2019: K-World Festa
- 2019: Busan One Asia Festival 2019

Conciertos SMTOWN
- 2007: SMTOWN Live '07 Summer Concert
- 2008: SMTOWN Live '08
- 2010–2011: SMTOWN Live '10 World Tour
- 2012–2013: SMTOWN Live '12 World Tour
- 2018: SMTOWN Live in Dubai
- 2019: SMTOWN Live in Chile
- 2019: SMTOWN Live in Japan

## Filmografía

### Invitados en programas de variedades como grupo
| Año  | Programa               | Notas                                                                                         |  |
| ---- | ---------------------- | --------------------------------------------------------------------------------------------- |  |
| 2017 | I Can Hear Your Voice  | Temporada 4 (EP 7). Heechul, Yesung y Shindong.                                               |  |
| 2017 | Knowing Bros           | Episodio 100. Heechul, Leeteuk, Shindong, Donghae, Eunhyuk y Yesung.                          |  |
| 2017 | Saturday Night Live    | Episodio 206. Leeteuk, Shindong, Donghae, Eunhyuk, Leeteuk, Heechul y Yesung.                 |  |
| 2017 | Weekly Idol            | Episodios 328 y 329. Leeteuk, Heechul, Yesung, Shindong, Eunhyuk, Donghae.                    |  |
| 2018 | Hello Counselor        | Episodio 349. Yesung, Shindong, Eunhyuk, Donghae                                              |  |
| 2019 | Knowing Bros           | Episodio 200. Leeteuk, Heechul, Yesung, Shindong, Eunhyuk, Donghae, Siwon, Ryeowook, Kyuhyun. |  |
| 2019 | Idol Room              | Episodio 72. Leeteuk, Heechul, Yesung, Shindong, Eunhyuk, Donghae, Siwon, Ryeowook.           |  |
| 2019 | After Mom Falls Asleep | Yesung, Donghae, Eunhyuk, Ryeowook y Shindong.                                                |  |
| 2019 | My Ugly Duckling       | Episodio 160. Leeteuk, Heechul, Yesung, Shindong, Eunhyuk, Donghae, Siwon, Ryeowook, Kyuhyun. |  |
| 2019 | Hidden Track           | Episodio 3. Leeteuk, Yesung, Shindong, Eunhyuk, Donghae, Siwon, Ryeowook, Kyuhyun.            |  |
| 2019 | Run.Wav                | Episodio 19. Leeteuk, Yesung, Shindong, Eunhyuk, Donghae, Siwon, Ryeowook, Kyuhyun.           |  |
| 2020 | I Can See Your Voice   | Temporada 7 (EP 3). Yesung, Eunhyuk, Donghae, Ryeowook, Kyuhyun.                              |  |
| 2020 | Weekly Idol            | Episodios 444 y 455. Shindong, Eunhyuk, Donghae, Ryeowook.                                    |  |

### Programas de variedades de Super Junior
| Año  | Integrantes                                                                                      | Título       |
| ---- | ------------------------------------------------------------------------------------------------ | ------------ |
| 2017 | Leeteuk, Heechul, Yesung, Shindong, Eunhyuk, Donghae, Siwon, Ryeowook. Cameos: Sungmin, Kyuhyun. | SJ Returns   |
| 2018 | Leeteuk, Heechul, Yesung, Shindong, Donghae y Eunhyuk.                                           | Super TV     |
| 2018 | Leeteuk, Heechul, Yesung, Shindong, Eunhyuk, Donghae, Siwon, Ryeowook.                           | Super TV 2   |
| 2018 | Leeteuk, Heechul, Yesung, Shindong, Eunhyuk, Donghae, Siwon, Ryeowook.                           | SJ Returns 2 |
| 2019 | Leeteuk, Heechul, Yesung, Shindong, Eunhyuk, Donghae, Siwon, Ryeowook, Kyuhyun.                  | SJ Returns 3 |
| 2019 | Leeteuk, Shindong, Eunhyuk y Donghae. *Programa compartido con Yunho y Changmin de TVXQ.         | Analog Trip  |

## Filantropía
Super Junior fueron nombrados embajadores de buena voluntad para el 50avo aniversario de las buenas relaciones entre Corea del Sur y Tailandia el año 2008. El 20 de febrero del 2010, Super Junior fue nombrado como embajadores del turismo en Taiwán. Los miembros de Super Junior también son modelos para la donación de sangre desde el 2007 hasta ahora, en una campaña de la Cruz Roja de Corea del Sur y fueron nombrados como embajadores de buena voluntad del "Día del donante de sangre mundial". El 3 de marzo del 2011, Super Junior fue nombrado por el Ministerio de Alimentación, Agricultura, Silvicultura y Pesca como embajadores honorarios de la comida para promocionar la cocina coreana por todo el mundo. El 17 de junio del 2011 fueron escogidos como embajadores de las ventas de verano de Seúl. Fueron escogidos para la misma posición en las ventas de verano de Seúl el 2012. El 24 de julio de 2011, Super Junior fue escogido como embajadores del turismo coreano. El 4 de septiembre, Super Junior fueron escogidos como embajadores honorarios del distrito de Gangnam de Seúl.

## Controversias
Expansión a China
Después de la sub-unidad Super Junior K.R.Y y Super Junior-T, el 2 de octubre de 2007, SM Entertainment anunció el nacimiento de un proyecto que tendría actividades en China a partir del 2008. Zhou Mi y un nuevo aprendiz de la agencia de nacionalidad taiwanes-canadiense llamado Henry Lau, quien había aparecido en el video musical de "Don't Don", serían miembros de esa sub-unidad. El anuncio trajo una gran ola de insatisfacción y oposición por parte de los fanes de Super Junior al enterarse de los dos nuevos miembros. Inicialmente, los fanes estaban pensando en boicotear los productos de la compañía pero finalmente decidieron hacer una protesta silenciosa. Miles de fanes de Super Junior (E.L.F) se sentaron frente al edificio de SM Entertainment en silencio con carteles que apoyaban la alineación original de solo 13 miembros de Super Junior. Después de más rumores sobre la adición de otro miembro a la sub-unidad los fanes decidieron tomar representación legal como parte de la agencia comprando acciones. El 20 de marzo del 2008, los fanes compraron 58,206 acciones de la empresa, representando un 0.3% de las acciones totales de la compañía. Los fanes lanzaron un testimonio oficial diciendo que agotarían todas las posibilidades para prevenir que la empresa añadiera un nuevo miembro para mantenerlos con solo 13 miembros.
Demanda de Hangeng y su partida del grupo
El 21 de diciembre del 2009, Hangeng presentó una demanda para terminar el contrato con SM Entertainment, infeliz por la larga duración y bajo salario, además de cláusulas abusivas. El 21 de diciembre del 2010, la corte del distrito central de Seúl falló a favor de Hangeng, sin embargo recién el día 27 de septiembre del 2011 la agencia hizo oficial su salida del grupo.